# Permalloy
Permalloy é uma família de ligas metálicas com 70%-90%Ni (Níquel) e o restante principalmente de Fe (Ferro), podendo conter pequenos teores de outros elementos como Cu (Cobre), Cr (Cromo) e Mo (Molibdênio).
Esta liga recebe tratamento térmico especial para que adquira suas propriedades magnéticas desejadas. Sua principal propriedade é uma permeabilidade magnética (μ) elevada, que pode atingir 200.000, em baixas intensidades de campo magnético.
O Mu-metal ou Mumetal é uma liga metálica com 76%Ni (Níquel), 17%Fe (Ferro), 5%Cu (Cobre) e 2%Cr (Cromo) ou Mg (Magnésio), podendo ser considerada pertencente à família das ligas Permalloy. A permeabilidade magnética do Mu-metal pode atingir 100.000.
Estes materiais são utilizados em núcleos de transformadores e bobinas, assim como para confecção de blindagens contra campos magnéticos.